# Marcin Kozakiewicz
Marcin Karol Kozakiewicz – profesor nauk medycznych, chirurg szczękowo-twarzowy, kierownik Kliniki Chirurgii Szczękowo-Twarzowej Uniwersytetu Medycznego w Łodzi.

## Życiorys

### Edukacja
W 1988 roku podjął studia w Oddziale Stomatologicznym, Wydziału Lekarskiego Akademii Medycznej w Łodzi. Po pierwszym i drugim roku studiów uzyskał nagrodę JM Rektora za wyniki w nauce.
Po zakończeniu stażu podyplomowego w 1994 roku podjął pracę w Klinice Chirurgii Szczękowo-Twarzowej Instytutu Stomatologii Akademii Medycznej w Łodzi. Stopień doktora nauk medycznych otrzymał w roku 1996, a w 1998 roku uzyskał specjalizację I-go stopnia z chirurgii stomatologicznej, oraz w roku 2004 specjalizację z chirurgii szczękowo-twarzowej. W 2005 roku uzyskał stopień doktora habilitowanego nauk medycznych na podstawie rozprawy pt. „Ocena wyników leczenia ubytków kości z zastosowaniem materiałów kościozastępczych w chirurgii stomatologicznej. Rozprawa ta została uznana za najlepszą pracę habilitacyjną w dziedzinach zabiegowy Uniwersytecie Medycznym w Łodzi w 2005 roku, co było podstawa do przyznania Marcinowi Kozakiewiczowi nagrody im. prof. M. Stefanowskiego.
W 2009 roku objął kierownictwo Oddziału Klinicznego Chirurgii Szczękowo-Twarzowej Uniwersytetu Medycznego w Łodzi, a następnie został zatrudniony na stanowisku profesora nadzwyczajnego Uniwersytetu Medycznego w Łodzi.
Swoje wykształcenie uzupełnił podczas pobytów na stażach w ośrodkach zagranicznych w: Oddziale Chirurgii Stomatologicznej i Szczękowo-Twarzowej, Shizuoka, Japonia (2001), Klinice Chirurgii Stomatologicznej i Szczękowo-Twarzowej, Uniwersytet Kyoto, Japonia (2001), Klinice Chirurgii Stomatologicznej i Szczękowo-Twarzowej, Uniwersytet Medyczno-Dentystyczny w Tokyo, (2001), Klinice Chirurgii Szczękowo-Twarzowej Uniwersyteckiego Szpitala w Parmie, Włochy (2003), Klinice Chirurgii Czaszkowo-Szczękowo-Twarzowej Uniwersyteckiego Szpitala Św. Anny w Ferrarze, Włochy (2003 oraz 2011).
W roku 2014 otrzymał tytuł profesora nauk medycznych.

### Działalność naukowo-badawcza przed uzyskaniem stopnia doktora habilitowanego
Do czasu uzyskania stopnia doktora habilitowanego opublikował łącznie 59 prac pełnotekstowych, pod opieką dr hab. n. med. Andrzeja Godlewskiego badał m.in. wpływ substancji P i komórek tucznych na aktywność mitotyczną komórek nabłonka dziąsła.
Pierwsze badania dotyczyły czynności komórek dziąsła (nabłonkowych i łącznotkankowych). W głównej mierze zbadał wpływ neuromediatorów uwalnianych z czuciowych zakończeń nerwowych w stanie ich pobudzenia zapalnego i ich braku po przecięciu pnia nerwu zębodołowego dolnego.
W części badań stosował metody cyfrowej analizy obrazu (morfometrię), które wprowadziły Marcina Kozakiewicza w kolejną dziedzinę nauki, jaką stosował w serii późniejszych prac.
Kolejne dziewięć prac poświęcone było zagadnieniom chirurgii stomatologicznej. Opisał w nich wyniki usuwania kostniaków żuchwy, analizował wskazania do usuwania trzecich zębów trzonowych, postępowania w przypadku wykrycia chłoniaka.
Najczęściej cytowaną pracą Marcina Kozakiewicza z tego okresu jest „Cherubism – clinical picture and treatment” – 13 cytowań. Wynika to z wielkości opisanej rodziny, wyników badań cytogenetycznych sugerujących nietypowe dziedziczenie oraz rzadkości występowania choroby.

### Działalność naukowo-badawcza po uzyskaniu stopnia doktora habilitowanego
Marcin Kozakiewicz kontynuował zainteresowania materiałami kościostępczymi w okresie pracy po habilitacji. Zaowocowało to serią badań podstawowych głównie we współpracy z Politechnika Łódzką, np. ocenę na podstawie macierzy długości serii regeneracji ubytków kości. W tych pracach podaje obiektywne sposoby oceny odbudowy kości na podstawie podstawowych metod obrazowania radiologicznego. Dwie prace dotyczą tytanowych wszczepów zębowych.
W zespole kierowanym przez Marcina Kozakiewicza opracowano nowe membrany barierowe dla sterowanej regeneracji tkanek. Z zastosowaniem cyfrowej analizy obrazu i programu komputerowego własnego pomysły zbadał odległe wyniki leczenia nakładkowymi przeszczepami kości zaników kości szczęk. Pokrewnym nurtem były badania z zakresu chirurgicznych rekonstrukcji alloplastycznych. Metodami statystycznymi (obiektywnymi) udokumentował skuteczność klasycznych rekonstrukcji poresekcyjnych żuchwy oraz wsparł badania dotyczące zastosowania dzianiny polipropylenowej w chirurgii szczękwo-twarzowej.
W kolejnej pracy opisał rzadkie zaburzenie morfologiczne – pneumosinus dilatans i zaproponował sposób jego korekty.
Cyfrowa analiza obrazu w znacznej części dotycząca radiologii szczękowo-twarzowej jest zainteresowaniem Marcina Kozakiewicza od początku jego pracy zawodowej. W zakresie chirurgii szczękowo-twarzowej początkowo dotyczyła oceny morfometrycznej obiektów w rentgenowskich zdjęciach wewnątrzustnych, następnie precyzyjnej analizy zmian gęstości kości metodą cyfrowej subtrakcji radiologicznej, fuzji obrazów TK, MR i scyntygraficznych. Polem zastosowania tych metod były w znacznej mierze oczodoły. Następnie na bazie tych doświadczeń powstały projekty trójwymiarowego modelowania wirtualnego szkieletu twarzowej części czaszki.
Dużą wagę przywiązuje do technik obrazowania, więc opracował moduł programu komputerowego DentalStudio umożliwiający łączenie obrazów medycznych różnego typu. Niesie to ze sobą dwie zalety: ocenę czynności narządu (badanie scyntygraficzne, termografia) na tle jego budowy anatomicznej (TK, MR) oraz powiązanie przestrzenne na jednym obrazie elementów kostnych (TK) i tkanek miękkich (MR), co jest szczególnie ważne w leczeniu urazów oczodołów, nowotworów, deformacji. Algorytm programu pozwala precyzyjnie dobrać cechy fuzji obrazów i wykonać ją na cztery predefiniowane sposoby.
Od 2005 roku bada i pracuje nad indywidualnymi rekonstrukcjami czaszki człowieka. Badania te stanowiły przedmiot rozprawy doktorskiej dr Marcina Elgalal, której był promotorem.
W czerwcu 2009 roku została opublikowana praca opisująca koncepcję klinicznego zastosowania modeli biomedycznych w leczenia pourazowych zmian w oczodołach. Przedstawił w niej krok po kroku protokół postępowania i wstępną skuteczność kliniczną jego zastosowania u chorych z izolowanymi złamaniami dna oczodołu.
Prace badawczo-rozwojowe nad indywidualnymi wszczepami doprowadziły do serii zgłoszeń patentowych oraz zarejestrowania Wzoru Wspólnotowego w Unii Europejskiej (002270462-0001/02/03), a zwieńczeniem tych prac była naukowa nagroda pierwszego stopnia przyznana przez JM Rektora Uniwersytetu Medycznego w Łodzi za „cykl publikacji poświęconych urazom oczodołu, nowoczesnym metodom diagnostycznym oraz zastosowaniu metod indywidualnego modelowania materiałów rekonstrukcyjnych, a także długoterminowej opiece nad pacjentami ze złamaniem oczodołu”.
W 2009 roku został poproszony przez Politechnikę Łódzką o wykonanie recenzji książki „Wstęp do komputerowej analizy obrazu” autorstwa prof. Andrzeja Materki i prof. Pawła Strumiłło. Następnie w roku 2012 Politechnika Łódzka poprosiła go o recenzję monografii dr hab. inż. Ryszarda Grądzkiego „Problemy wytrzymałościowe układu stomatognatycznego”, która była elementem wniosku o nadanie tytułu profesora.
Jest recenzentem oraz autorem w czasopismach z listy filadelfijskiej: The International Journal of Oral & Maxillofacial Implants, Central European Journal of Medicine oraz Dentomaxillofacial Radiology A Journal of Haed & Neck Imaging.
Urząd Patentowy RP przyznał mu 5 patentów z dziedziny radiologii szczękowo-twarzowej (3) oraz implantologii szczękowo-twarzowej (2). W chirurgii rekonstrukcyjnej oczodołów wprowadził polietylen o ultrawysokiej masie cząsteczkowej [doi: 10.1016/j.jcms.2012.10.007] i tlenek cyrkonu [doi: 10.3390/ma14040840].
Jest właścicielem gabinetu stomatologicznego „Stomed” w Łodzi.